# リン (北斗の拳)
リンは、漫画『北斗の拳』に登場する架空の人物。

## 来歴
ケンシロウの初登場時に立ち寄った村に引き取られた少女。目の前で両親を殺されたショックで失声症となり厄介者扱いされていたが（厄介者はバットがケンシロウに言っただけで実際は身分を隠し保護されていた）、ケンシロウとの出会いによって回復。その後、村と自分を救ってくれたケンシロウを慕い、ケンシロウがシンを倒した後にゴッドランドに拐われ、再びケンシロウに助けられた後（アニメでは村が救われた後）で、バットとともに行動を共にする。いくども危険な目に遭うが、幼いながらも気丈かつ優しい。
第二部以降は成長し、バットと共に天帝軍を擁する中央帝都の悪政に反旗を翻す「北斗の軍」を指揮・先導する。ケンシロウとの再会を果たし攻勢に転じ、帝都へ潜入した際、自分が生き別れの天帝ルイの双子の妹であることを知る。
実は、「双星が育てば天がふたつに割れる」という天帝の掟により、ジャコウの命令で葬り去られるところを、元斗皇拳のファルコに救われて、ファルコの叔父夫婦である養父母に育てられていた。バットと共に中央帝都に潜入中、落とし穴の罠に掛かり、転落した先でルイと対面する。ルイから自分の生い立ちを聞かされ、彼女が自分の事を大切に思っていることを知り、なおかつ彼女が長期に渡って地下に幽閉されていたためか盲目となった様を見て「捨てられた私の方が幸福だった」と思いを語り、抱擁を交わした。
帝都陥落時にジャスク（アニメではタイガ）に、人質として修羅の国へ連れ去られる。修羅の国に到達した矢先に「修羅の花嫁」として郡将カイゼルの元で囚われの身となるが、リンを追って来たケンシロウと修羅および羅将を戦わせようと企むシャチによって連れ出され、羅将ハンの居城でついにケンシロウと再会を果たすものの、今度はカイオウによってさらわれる。魔道と虐げられてきた北斗琉拳に関わる己の血を清めようとしていたカイオウにとって、天帝の血を引くリンに生ませる子供こそが、新しい歴史を創る存在となるはずであった。だが、情愛を否定するカイオウから自決用の短剣を渡され、ついにはケンシロウの目の前で破孔「死環白」を突かれて、一時、視覚とともに一切の情愛を失い、馬の背に載せられ野に放逐される。
ヒョウの懸命な救助もあってリンは保護され、合流したバットにより無事にケンシロウの元に届けられる。しかしケンシロウはリンをバットに託し、リンは最初に見た相手であるバットを愛するが、どうしてもその状況をよしとせぬバットに、結婚式の最中「死環白」の呪縛を解くため、秘孔を突かれ記憶を奪われる。こうしてバットに連れられケンシロウとの想い出をたどる旅を始める。その途中で亡きユリアの起こした雷により記憶を失ったケンシロウと再会すると、互いに何もかも白紙となった2人に愛を育ませようとしたバットから置き去りにされる。
しかしリンは、ケンシロウの身代わりになってボルゲに捕らえられた瀕死のバットや、彼を助ける為にボルゲと戦うケンシロウを見る内に、「死環白」以前のものも含め、全ての記憶を取り戻す。そして、長年にわたるバットの献身的な愛を理解し、バットを愛することを選ぶ。

## 人物像
- 自分の辛さを表に出さない、悪に服従するくらいなら死を選ぶなど、少女時代から気丈な性格である。登場時から子供とは思えない芯の強さを備え、核戦争後の食糧難事情も理解しており、遠慮を知らない少年時代のバットと違い我慢強さもあった。そして、自分より他人を心配する思いやりを持つ。レイの妹アイリを守るために自分の身を挺してかばったことでアイリが目覚めたように、本作登場人物で彼女の勇気と優しさに影響された者は少なくない。
- 少女時代は頭に鉢巻を巻いており、成長後以降は鉢金を装着している。また成長後以降の衣装は原作では天帝編登場からボロ蜂起事件までは北斗の軍での衣装だったが、蜂起が鎮圧されてからは身軽そうな衣装になっている。テレビアニメ版ではキャラクターデザインが変更されなかったため、最後のカイオウとの決着まで北斗の軍での衣装のままだった。
- 第1部（序章 - ラオウ編）ではリンの出自が明かされることはなかったが、マミヤの村の長老やフドウなど、眼力のある者の中にはリンの人徳を見抜く者も少なからず存在した。OVA版ではケンシロウとラオウの対決を仲裁し、慈愛に満ちたオーラでラオウさえも圧倒している。
- 髪色はテレビアニメ版では赤茶色だが、1986年の劇場版ではピンク色となっている。
- 原作の天帝編では北斗の軍の重要人物ながら戦う場面はあまり描かれなかったが、アニメやゲーム『真・北斗無双』では身軽さと武器を生かした戦闘をこなしている。また、彼女の標準装備であるボウガンは鈍器としても使える重厚な作りとなっており、射撃のみならず打撃も可能である。

## キャスト
声優
- 鈴木富子（テレビ第1作、86年劇場版、実写映画版吹き替え、PS版ゲーム）
- 冨永み〜な（テレビ第2作）
- 倖月美和（格闘ゲーム）
- あきやまかおる（DS版ゲーム）
- 坂本真綾（真救世主伝説 北斗の拳）
- 伊藤かな恵（北斗無双）
- M・A・O（DD北斗の拳、北斗の拳 -FIST OF THE NORTH STAR-）
- 蒼井翔太（北斗の拳 イチゴ味）
- 沖佳苗（北斗の拳 スマートショック）
- 釘宮理恵（北斗が如く）
- 前川涼子（Fit Boxing 北斗の拳 〜お前はもう痩せている〜）

俳優
- ナロナ・ヘレン（実写映画版）

## その他
- 『北斗の拳』の連載35周年を記念して行われた人気投票「北斗の拳 国民総選挙」では、第18位にランクインしている。